# Список городов и общин Ликско-Сеньской жупании
Ликско-Сеньская жупания включает в себя 4 города и 7 общин, а общее количество её населённых пунктов составляет 255 наименований. Её административным центром служит город Госпич, являясь также крупнейшей административной единицей жупании по численности населения.
Города и общины Хорватии сформировались в своём нынешнем виде в 1992 году в ходе изменения административного-территориального устройства страны, когда были разделены существовавшие тогда более крупные общины. Они представляют собой административно-территориальные единицы второго уровня (после жупаний).
Статус города в Хорватии получают населённые пункты, в которых проживает более 10 000 человек, либо имеющие историческое, экономическое или географическое значение. Помимо территории собственно города в образуемую им административно-территориальную единицу город (хорв. grad) входят прилежащие поселения, составляющие с ним единую социальную, экономическую и историческую общность. Хорватское законодательство определяет общины (хорв. općina) как местные органы самоуправления, которые создаются в районе, где несколько населённых пунктов представляют собой природное, экономическое и социальное образование, связанное общими интересами населения этого района.
В данном списке представлены города и общины Ликско-Сеньской жупании, их названия на хорватском, а также на сербском (в случае, если он в общине является официальным) языках, их площадь и население (по данным переписей 2001 и 2011 годов), географические координаты их административных центров, этнический состав (указаны народы, составляющие больше 1 % от населения общины по данным переписи 2011 года), карты (расположение общины на карте жупании), в примечаниях указаны ссылки на официальные сайты общин, а также на данные по численности населения населённых пунктов общин.

## Список городов и общин

### Города
| Название             | Изображение | Площадь (км²) | Население (по годам переписи) | Население (по годам переписи) | Координаты                      | Этн. состав (2011)                 | Населённые пункты (с численностью населения) | Карта | Прим.         |
| Название             | Изображение | Площадь (км²) | 2001                          | 2011                          | Координаты                      | Этн. состав (2011)                 | Населённые пункты (с численностью населения) | Карта | Прим.         |
| -------------------- | ----------- | ------------- | ----------------------------- | ----------------------------- | ------------------------------- | ---------------------------------- | --- | ----- | ------------- |
| Госпич хорв. Gospić  |             | 967,00        | 12 980                        | 12 745                        | 44°32′46″ с. ш. 15°22′32″ в. д. | хорваты — 93,06 % сербы — 4,78 %   | Список (51) - Алексиница — 169 - Барлете — 28 - Билай — 162 - Брезик — 25 - Брушане — 134 - Будак — 151 - Бужим (Госпич) — 74 - Ваганац — 30 - Велика-Плана — 52 - Велики-Житник — 47 - Врановине — 43 - Вребац — 44 - Госпич — 6575 - Дебело-Брдо I — 61 - Дебело-Брдо II — 8 - Дивосело — 4 - Доне-пазариште — 125 - Дреновац-Радучки — 0 - Жабица — 163 - Заводже — 4 - Калиновача — 94 - Канижа-Госпичка — 401 - Кланац — 100 - Крушчица — 0 - Крушковац — 20 - Куклич — 13 - Лички-Нови — 298 - Лички-Осик — 1914 - Лички-Рибник — 93 - Лички-Читлук — 4 - Липе — - Мала-Плана — 7 - Медак — 62 - Могорич — 110 - Мушалук — 228 - Новосело-Билайско — 112 - Новосело-Трновачко — 84 - Орнице — 6 - Острвица — 16 - Отеш — 99 - Павловац-Вребачки — 33 - Подастрана — 51 - Подоштра — 177 - Поповача-Пазаришка — 93 - Почитель — 4 - Растока — 33 - Ризвануша — 29 - Смилян — 418 - Смилянско-Поле — 135 - Трновац — 96 - Широка-Кула — 116 |       | [ 12 ] [ 13 ] |
| Новаля хорв. Novalja |             | 93,00         | 3335                          | 3663                          | 44°33′23″ с. ш. 14°53′02″ в. д. | хорваты — 96,18 % албанцы — 1,12 % | Список (10) - Цаска — 25 - Гаяц — 84 - Кустчи — 139 - Лун — 307 - Метайна — 236 - Новаля — 2358 - Поточница — 11 - Стара-Новаля — 286 - Видаличи — 22 - Зубовичи — 195 |       | [ 14 ] [ 15 ] |
| Оточац хорв. Otočac  |             | 565,00        | 10 411                        | 9778                          | 44°52′09″ с. ш. 15°14′04″ в. д. | хорваты — 91,18 % сербы — 7,25 %   | Список (22) - Брлог — 279 - Брлошка-Дубрава — 63 - Човичи — 560 - Дабар — 118 - Доляни — 95 - Дренов-Кланац — 40 - Главаце — 30 - Горичи — 22 - Хрватско-Поле — 187 - Комполе — 346 - Кутерево — 522 - Личко-Лешче — 709 - Липовле — 214 - Оточац — 4240 - Подум — 108 - Понори — 89 - Прозор — 893 - Рамляни — 167 - Синац — 563 - Старо-Село — 33 - Шкаре — 36 - Швица — 464 |       | [ 16 ] [ 17 ] |
| Сень хорв. Senj      |             | 658,00        | 8132                          | 7182                          | 44°59′26″ с. ш. 14°54′04″ в. д. | хорваты — 97,06 %                  | Список (27) - Алан — 17 - Билевине — 51 - Буница — 85 - Црни-Кал — 72 - Ябланац — 83 - Клада — 39 - Красно-Поле — 476 - Криви-Пут — 33 - Луково — 36 - Мелнице — 57 - Мрзли-Дол — 28 - Пиявица — 262 - Подбило — 25 - Призна — 45 - Сень — 4810 - Сеньска-Драга — 85 - Стариград — 15 - Стиница — 73 - Столац — 41 - Света-Елена — 16 - Свети-Юрай — 599 - Велике-Бриснице — 0 - Велюн-Приморски — 70 - Воларице — 86 - Вратаруша — 11 - Вратник — 59 - Врзичи — 8 |       | [ 18 ] [ 19 ] |

### Общины
| Название                                                   | Изображение | Площадь | Население (по годам переписи) | Население (по годам переписи) | Координаты                      | Этн. состав (2011)                | Населённые пункты (с численностью населения) | Карта | Прим.         |
| Название                                                   | Изображение | Площадь | 2001                          | 2011                          | Координаты                      | Этн. состав (2011)                | Населённые пункты (с численностью населения) | Карта | Прим.         |
| ---------------------------------------------------------- | ----------- | ------- | ----------------------------- | ----------------------------- | ------------------------------- | --------------------------------- | --- | ----- | ------------- |
| Брине хорв. Brinje                                         |             | 358,00  | 4108                          | 3256                          | 44°59′55″ с. ш. 15°07′53″ в. д. | хорваты — 92,87 % сербы — 5,96 %  | Список (12) - Бринье — 1479 - Глибодол — 6 - Езеране — 311 - Криж-Каменица — 216 - Крижполе — 510 - Летинац — 154 - Липице — 154 - Прокике — 102 - Рапаин-Кланац — 20 - Стайница — 218 - Водотеч — 69 - Жута-Локва — 17 |       | [ 20 ] [ 21 ] |
| Врховине хорв. Vrhovine; серб. Vrhovine/Врховине           |             | 222,00  | 1078                          | 1381                          | 44°51′05″ с. ш. 15°25′30″ в. д. | сербы — 80,23 % хорваты — 12,74 % | Список (7) - Врховине — 465 - Горни-Бабин-Поток — 104 - Горне-Врховине — 300 - Дони-Бабин-Поток — 116 - Залужница — 220 - Рудополе — 66 - Турьянски — 110 |       | [ 22 ] [ 23 ] |
| Дони-Лапац хорв. Donji Lapac; серб. Donji Lapac/Доњи Лапац |             | 354,00  | 1880                          | 2113                          | 44°33′14″ с. ш. 15°57′45″ в. д. | сербы — 80,64 % хорваты — 18,79 % | Список (18) - Бировача — 77 - Боричевац — 17 - Брезовац-Доброселски — 12 - Бушевич — 6 - Днополе — 112 - Добросело — 117 - Доляни — 133 - Дони-Лапац — 946 - Дони-Штрбци — 14 - Гаини — 116 - Горни-Лапац — 57 - Горни-Штрбци — 18 - Кестеновац — 39 - Круге — 54 - Мелиновац — 9 - Мишленовац — 3 - Неблюси — 208 - Ораовац — 175 |       | [ 24 ] [ 25 ] |
| Карлобаг хорв. Karlobag                                    |             | 284,00  | 1019                          | 917                           | 44°31′42″ с. ш. 15°04′22″ в. д. | хорваты — 94,33 %                 | Список (14) - Барич-Драга — 125 - Башке-Оштарие — 27 - Цесарица — 123 - Црни-Дабар — 0 - Дошен-Дабар — 0 - Карлобаг — 468 - Коньско — 0 - Кучишта-Цесаричка — 12 - Леденик-Цесарички — 20 - Луково-Шугарье — 68 - Равни-Дабар — 0 - Станишта — 6 - Сушань-Цесарички — 12 - Видовац-цесарички — 56 |       | [ 26 ] [ 27 ] |
| Ловинац хорв. Lovinac                                      |             | 342,00  | 1096                          | 1007                          | 44°23′30″ с. ш. 15°41′14″ в. д. | хорваты — 82,92 % сербы — 16,09 % | Список (10) - Горня-Плоча — 45 - Кик — 4 - Личко-Церье — 88 - Ловинац — 257 - Радуч — 12 - Ричице — 76 - Свети-Рок — 279 - Смокрич — 23 - Штикада — 216 - Враник — 7 |       | [ 28 ] [ 29 ] |
| Перушич хорв. Perušić                                      |             | 383,00  | 3494                          | 2638                          | 44°39′01″ с. ш. 15°23′03″ в. д. | хорваты — 90,22 % сербы — 8,49 %  | Список (18) - Баковац-Косиньски — 126 - Буковац-перушички — 91 - Дони-Косинь — 494 - Горни-Косинь — 132 - Калуджеровац — 24 - Кленовац — 32 - Коньско-Брдо — 118 - Коса-Янячка — 98 - Крш — 32 - Кварте — 193 - Липово-Поле — 122 - Мало-Поле — 74 - Мезиновац — 24 - Млаква — 51 - Перушич — 852 - Прван-Село — 97 - Село-Свети-Марко — 34 - Студенци — 44 |       | [ 30 ] [ 31 ] |
| Плитвичка-Езера хорв. Plitvička Jezera                     |             | 471,00  | 4495                          | 4373                          | 44°52′50″ с. ш. 15°37′16″ в. д. | хорваты — 70,11 % сербы — 27,08 % | Список (41) - Бьелополе — 114 - Чанак — 53 - Чуица-Крчевина — 8 - Дони-Ваганац — 61 - Дракулич-Риека — 9 - Горни-Ваганац — 125 - Градина-Кореничка — 82 - Хомоляц — 21 - Ясиковац — 28 - Езерце — 246 - Калебовац — 35 - Капела-Кореничка — 13 - Комполе-Кореничко — 130 - Кончарев-Край — 1 - Корана — 25 - Кореница — 1766 - Козьян — 0 - Крбавица — 44 - Личко-Петрово-Село — 110 - Михалевац — 44 - Ново-Село-Кореничко — 12 - Оравац — 23 - Плитвица-Село — 44 - Плитвичка-Езера — 315 - Плитвички-Лесковац — 20 - Полянак — 98 - Понор-Коренички — 3 - Приебой — 12 - Растовача — 98 - Решетар — 43 - Рудановац — 123 - Сертич-Поляна — 12 - Смолянац — 245 - Шегановац — 10 - Трнавац — 10 - Тук-Бьелопольски — 15 - Врановача — 194 - Врело-Кореничко — 123 - Врпиле — 15 - Заклопача — 5 - Желява — 38 |       | [ 32 ] [ 33 ] |
| Удбина хорв. Udbina; серб. Udbina/Удбина                   |             | 683,00  | 1649                          | 1874                          | 44°31′54″ с. ш. 15°45′58″ в. д. | сербы — 51,12 % хорваты — 45,04 % | Список (26) - Брештане — 5 - Бунич — 133 - Чойлук — 11 - Дебело-Брдо — 78 - Дони-Мекиняр — 31 - Фрашич — 33 - Грабушич — 66 - Ягодне — 32 - Йошан — 66 - Клашница — 3 - Комич — 20 - Крбава — 37 - Курьяк — 28 - Мутилич — 38 - Ондич — 40 - Печане — 35 - Подлапача — 74 - Полице — 9 - Ребич — 22 - Средня-Гора — 25 - Сврачково-Село — 10 - Шаламунич — 38 - Толич — 9 - Удбина — 960 - Ведашич — 2 - Висуч — 69 |       | [ 34 ] [ 35 ] |

## Карта
На административной карте Ликско-Сеньской жупании указано расположение центров её городов и общин (центры городов отмечены точками крупнее, чем центры общин).